# Premagovce
Premagovce so naselje v Občini Krško.